# Parafia Przemienienia Pańskiego w Drezdenku
Parafia pw. Przemienienia Pańskiego w Drezdenku – jedna z dwóch rzymskokatolickich parafii w mieście Drezdenko, należąca do dekanatu Drezdenko w diecezji zielonogórsko-gorzowskiej, metropolii szczecińsko-kamieńskiej.

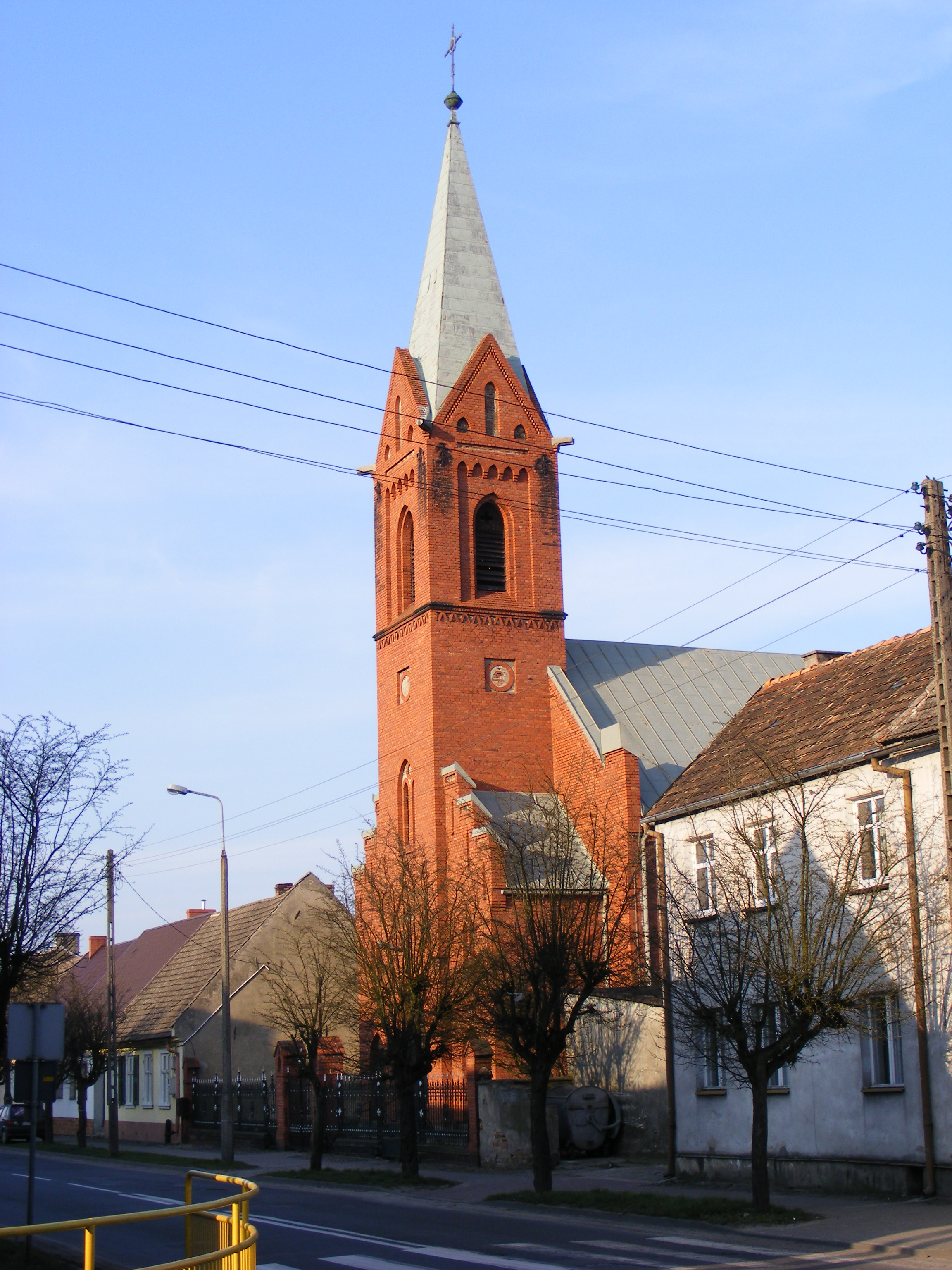
Kościół filialny Matki Bożej Różańcowej w Drezdenku

## Historia parafii
Parafia została erygowana 4 stycznia 1895 roku. Obejmuje południową część miasta. Obsługiwana jest przez Kanoników Regularnych Laterańskich.

## Miejsca kultu

### Kościoły filialne i kaplice
- kościół pw. Matki Bożej Różańcowej w Drezdenku
- kaplica zakonna Księży Kanoników Regularnych Laterańskich w Drezdenku
- kaplica w Szpitalu Miejskim w Drezdenku

## Zasięg parafii
- ulice w Drezdenku – 1 Maja, 29 Stycznia, Długa, Dworcowa, Krótka, Łączna, Niepodległości Os. Leśne, Piaskowa, Pl. Sportowy, Podgórna,  Polna, Portowa, Rzemieślnicza, Strzelecka
- Klesno
- Kosin
- Lubiewo
- Stare Bielice
- Zagórze